# Martin Zickel

Martin Zickel mit Ehefrau Marie Mallinger und Sohn Hans, 1905

Martin Zickel, Friedrich Kayssler und Max Reinhardt, 1901

Martin Zickel (* 7. Dezember 1876 in Breslau; † 14. Juli 1932 in Berlin) war ein deutscher Regisseur und Theaterleiter.

## Leben und Werk
Martin Zickel stammte aus einer jüdischen Familie. Er studierte Germanistik in Berlin bei dem Literaturwissenschaftler Erich Schmidt und promovierte 1900 mit einer Arbeit über szenarische Bemerkungen im Zeitalter von Gottsched und Lessing zum Doktor der Philosophie.
Bereits als Student hatte Zickel mit Friedrich Kayssler, Josef Kainz und Max Reinhardt die Gruppe „Die Brille“ gegründet, die 1898/99 Spielabende mit satirischen Szenen, Improvisationen und Einaktern veranstaltete. Daraus entwickelte sich das Anfang 1901 eröffnete Kabarett „Schall und Rauch“, bei dessen Programmen Zickel oft selbst auftrat. Im Sommer 1900 gründete und betrieb Zickel zusammen mit dem Wiener Paul Martin, vorher Schauspieler am Deutschen Theater, in den Räumen des umgebauten ehemaligen Alexanderplatz-Theaters in der Alexanderstraße 40 die Secessionsbühne. Martin fungierte als Direktor, Zickel führte „Oberregie“. Die Neue Zürcher Zeitung schrieb rückblickend:
„Wie sich die fortschrittlichen Maler von ihren stehengebliebenen Kollegen durch Gründung der Sezession abgezweigt hatten, wollte Zickel dem stagnierenden Bühnenwesen durch Eröffnung der Sezessionsbühne (am Alexanderplatz) frisches Blut zuführen“.
Der hyperaktive Zickel veranstaltete außerdem Matinéen an Sigmund Lautenburgs Residenztheater in der Blumenstraße und zusammen mit Martin am Neuen Theater am Schiffbauerdamm. Zickel und Martin wollten die Theaterszene reformieren und brachten als Erste die gegen den Naturalismus im Theater rebellierenden Maurice Maeterlinck und Frank Wedekind auf die Berliner Bühne. Eduard von Winterstein hebt rückblickend hervor, dass Zickel der Einzige gewesen sei, „der die Kühnheit hatte, die Fehler und Unterlassungssünden der Berliner Theaterdirektoren gutzumachen und diese beiden Dichter in Berlin zu propagieren.“ Die Secessionsbühne  eröffnete mit Henrik Ibsens „Komödie der Liebe“ und hielt ein hohes Niveau, war aber finanziell auf Dauer nicht zu halten. In das Theater zog Ernst von Wolzogens „Überbrettl“ ein. Dadurch kam es zum ersten großen Bruch in Zickels Leben. Er arbeitete zwar noch 1902/03 einige Monate als Oberregisseur im Überbrettl, warf dann aber alles hin und zog sich aus der innovativen Theaterszene zurück.
1904 wandte Zickel sich zur allgemeinen Überraschung dem kommerziellen Schwank- und Operettentheater zu und wurde Direktor des neueröffneten Berliner Lustspielhauses. In einem Nachruf auf Zickel heißt es zu diesem Umschwung später:
„Aus dem Vorkämpfer für esoterische Werke wurde .. ein Verschleißer gangbarer Publikumsware…, ein illusionsloser, kühler Rechner. Auf seine ruhmreichen Anfänge blickte er fast wie auf eine Jugendsünde zurück. Stellte man ihn wegen dieses Gesinnungsumschwungs zur Rede, so zuckte er die Achseln und erwiderte, seinem Ehrgeiz genüge es, wenn er am Ersten jedes Monats sämtlichen Angestellten die Gage auszahlen könne.“
Zickel war am Lustspielhaus mit leichter Unterhaltungskost äußerst erfolgreich. Seine Abkehr von „den literarischen Prinzipien seiner Jugend“ wurde von seinen Bühnenkollegen und den Theaterkritikern aber mit Verwunderung aufgenommen. Seine bisherige „Pioniertätigkeit“ wurde jedoch allgemein anerkannt. Nur Siegfried Jacobsohn sprach später Zickel jegliches ernsthaftes Interesse an einer Weiterentwicklung des Theaters ab:
„Er ist nichts wert. Sein Ernst war immer Falle. Wenn er sich mit Hamsun, Hofmannsthal und Maeterlinck zu schmücken strebte oder streberte, geschah es nicht, weil er sie schätzte oder gar verstand, sondern weil er sich bei einer literarischen Kritik beliebt machen, weil er von ihr gefördert sein wollte. Das gelang zu unvollkommen, als daß der Schornstein davon hätte rauchen können…“
Er war untersetzt, neigte zu Übergewicht, hatte ein rundes Gesicht mit „lustig zwinkernden Augen“  und einer großen fleischigen Nase. Dennoch übte er eine starke Anziehungskraft auf Frauen aus, was schließlich zur größten Krise in seinem Leben führen sollte. 1910 kam es auf Initiative der Bühnengenossenschaft durch den Berliner Polizeipräsidenten Traugott von Jagow zu einer Anklage gegen Zickel, weil er Verhältnisse mit mehreren seiner Schauspielerinnen hatte. Da er moralisch nicht geeignet sei, ein Theater würdig zu leiten, wurde nach einer Reihe von Verfahren Zickel durch Urteil des Preußischen Oberverwaltungsgerichts die Konzession zur Führung eines Schauspielunternehmens auf Lebenszeit entzogen. Zickels Berufung wurde zurückgewiesen. Notgedrungen trat er im November 1911 als Direktor des Lustspielhauses zurück und zog sich vorübergehend ins Privatleben zurück. Nachfolger als Direktor wurde Heinrich Bolten-Baeckers.
Erst 1914 trat Zickel wieder öffentlich in der Berliner Theaterszene in Erscheinung. 1914–1916 war er Oberspielleiter am Residenztheater, 1915–17 am Lustspielhaus, ab 1919 am Central-Theater (das damals kurzzeitig Eden-Theater hieß) und inszenierte wieder Unterhaltungsstoffe. 1920 erhielt er die Erlaubnis zur Führung einer Bühne zurück und war bis 1922 Direktor des Central-Theaters. 1924–1926 leitete er das Theater in der Kommandantenstraße, das 1925/26 Teil von Zickels eigenem Theaterverbund „Vereinigte Bühnen“ wurde. Zu dem Verbund gehörten außerdem das Thalia-Theater sowie das Residenztheater. Der Theaterverbund war finanziell aber nur mäßig erfolgreich. In der Spielzeit 1928/29 übernahm Zickel deshalb erneut die Direktion des Lustspielhauses und 1929/30 der Komischen Oper. Als auch diese Unternehmungen finanziell scheiterten, wurde Zickel schließlich Produktionschef des Deutschen Lichtspiel-Syndikats, der Film-Produktionsfirma der „Vereinigung der freien Lichtspieltheaterbesitzer“.
1930 inszenierte er bei den Salzburger Festspielen Don Pasquale.
Zickel schrieb auch für das Theater, insbesondere Libretti für Operetten von Ralph Benatzky, Hugo Hirsch sowie Walter Kollo. Ab 1918/19 war er auch gelegentlich als Filmregisseur tätig. Außerdem spielte er im Deutschen Bühnenverein, der Organisation der Theaterleiter, jahrelang eine führende Rolle. Er starb im Sommer 1932 – erst 56-jährig – an einem Nierenleiden. Sein früher Tod, so beschreibt der Schauspieler Eduard von Winterstein rückblickend, „bewahrte ihn vor den traurigen Folgen der antisemitischen Revolution von 1933.“ Die Beisetzung erfolgte auf dem interkonfessionellen Friedhof Heerstraße in Charlottenburg (heutiger Ortsteil Berlin-Westend). Das Grab ist nicht erhalten.

## Familie
In erster Ehe war Martin Zickel mit Maria Alexandrine Anna Freiin von Schimmelpfennig von der Oye verheiratet. Als  Schauspielerin und Sängerin war sie unter den Namen Marie Mallinger (1878–1959) bekannt. Sie war eine Tochter der bekannten Sängerin Mathilde Mallinger. Marie Mallinger spielte einige Jahre lang auch unter Leitung ihres Ehemannes. Der gemeinsame Sohn Hans Zickel (* 19. April 1903 in Charlottenburg) wurde ebenfalls Regisseur und arbeitete von 1928 bis 1932 unter seinem Vater zuerst am Berliner Lustspielhaus, dann an der Komischen Oper Berlin.
In zweiter Ehe war Martin Zickel ab 1919 mit der Schauspielerin und Sängerin Molly Wessely verheiratet.

## Filme
- 1918: Der Stolz der Familie, Drehbuch mit Willi Wolff
- 1919: Der rote Sarafan, Regie
- 1919: Die gelbe Fratze, Drehbuch, Regie
- 1920. Die Beichte einer Toten, auch „Das Schicksal einer Ehe“, Regie
- 1920: Eine Demimonde-Heirat, Regie
- 1920: Die Prinzessin vom Nil, Regie
- 1920: Napoleon und die kleine Wäscherin, Drehbuch mit Willi Wolff
- 1931: Les quatre vagabonds, Drehbuch mit Johannes Brandt
- 1931: Gassenhauer, Drehbuch mit Johannes Brandt